# 短梗酸藤子
短梗酸藤子（学名：Embelia sessiliflora），为紫金牛科酸藤子属下的一个植物种。